# Pelicà blanc americà
El pelicà blanc americà (Pelecanus erythrorhynchos) és una espècie d'ocell de la família dels pelecànids (Pelecanidae). Habita rius, llacs i estuaris, des de la Colúmbia Britànica i Alberta cap al sud, pel centre i oest dels Estats Units i Texas. En hivern es desplaça cap al sud, fins a Florida, Texas, Califòrnia, Mèxic i Amèrica Central. El seu estat de conservació es considera de risc mínim.